# Klemen Boštjančič
Klemen Boštjančič, slovenski gospodarstvenik in politik; * 1. september 1972, Ljubljana.
Boštjančič je več let deloval v gospodarstvu, med drugim je bil predsednik uprave družbe Adria Airways. 1. junija 2022 je postal minister za finance v 15. vladi Republike Slovenije. 23. januarja 2024 je postal tudi podpredsednik vlade.

## Izobraževanje
Po izobrazbi je univerzitetni diplomirani ekonomist.

## Poslovna kariera
Boštjančič je 10 let vodil lastno podjetje, ki se je ukvarjalo s svetovanji pri finančnem in poslovnem prestrukturiranju, analizi poslovnih modelov, prevzemih in združevanjih podjetij itd. Sodeloval je z različnimi vlagatelji, kot so banke, finančni skladi in fizične osebe. Bil je predsednik upravnega odbora Save, predsednik nadzornega sveta Save Turizem in član upravnega odbora Združenja nadzornikov Slovenije.
Bil je bil tudi predsednik nadzornih svetov Vegrada (zadnjih 10 mesecev pred stečajem družbe) in Intereurope ter član nadzornega sveta Merkur trgovina ter prokurist Trima.
Leta 2011 je bil imenovan za predsednika uprave družbe Adria Airways, ki je v času njegovega predsedovanja uspešno zaključila finančno prestrukturiranje ter začela izvajati načrt operativnega prestrukturiranja. Marca 2012 so ga na seji nadzornega sveta najprej razrešili, vendar so ga kasneje poklicali nazaj, saj bi v primeru njegovega odhoda vsa letala Adrie ostala na tleh. Decembra 2012 so ga zaradi 15,3 milijonske izgube dokončno razrešili in na njegovo mesto imenovali Marka Anžurja.
Pred tem je bil član in nato predsednik uprave Mineral, kjer je med finančno krizo, ki je še posebej močno prizadela gradbeništvo, podjetje vodil skozi prisilno poravnavo od roba stečaja do dobičkonosnosti.

## Politična kariera

### Minister za finance
Od 1. junija 2022 v 15. slovenski vladi pod vodstvom Roberta Goloba opravlja funkcijo ministra za finance. Na zaslišanju pred imenovanjem, 30. maja 2022, je poudaril, da krize lahko prinesejo priložnosti, in napovedal prizadevanja za ponovno povezovanje davčne in socialne politike.
23. januarja 2024 ga je vlada na dopisni seji imenovala za podpredsednika vlade. 14. marca 2024 je vlada Roberta Goloba za članico sveta SNG Drama Ljubljana imenovala Boštjančičevo ženo Evo Boštjančič.
Boštjančič je za mesto guvernerke Banke Slovenije podprl svojo takratno državno sekretarko na ministrstvu Sašo Jazbec. Podprla jo je tudi koalicija, ni pa prejela podpore predsednice republike Nataša Pirc Musar, ki je na to mesto predlagala Antona Ropa, ki pa ga poslanci niso potrdili. Tudi kasneje je Boštjančič ohranil svojo podporo Jazbečevi, med tem pa je takratnemu guvernerju Boštjanu Vasletu že potekel mandat. Nasledil ga je viceguverner Primož Dolenc, ki pa v večjih združenjih ni imel glasovalnih pravic. Po srečanju Svetovne banke in Mednarodnega denarnega sklada aprila 2025, ki je potekalo v času finančnih pretresov ob napovedi dodatnih ameriških carin, je ponovil svojo podporo Saši Jazbec, ki da je najbolj uspodobljena kandidatka, in izrazil obžalovanje, "Da saga o imenovanju traja toliko časa."

## Zasebno
Do leta 2025 je bil poročen z Evo Boštjančič, doktorico psihologije, ki deluje na Katedri za psihologija dela in organizacije Filozofske fakultete v Ljubljani.